# Jalilabad
 Jalilabad  (azerí: Cəlilabad) é um dos cinqüenta e nove rayones nos que subdivide politicamente a República do Azerbaijão. A cidade capital é a cidade de Cəlilabad.

## Território e População
Este rayon é possuidor uma superfície de 1.441 quilômetros quadrados, os quais são o lugar de uma população composta por unas 174.000 pessoas. Por onde, a densidade populacional se eleva a cifra dos 91 habitantes por cada quilômetro quadrado deste rayon.

## Economia e Transporte
A região está dominada pela agricultura. Seus produtos, mas importantes são os grãos, vinho e frutas, gado e fincas.